# Mecayapan
Mecayapan är en ort i Mexiko.   Den ligger i kommunen Mecayapan och delstaten Veracruz, i den sydöstra delen av landet, 500 km öster om huvudstaden Mexico City. Mecayapan ligger 347 meter över havet och antalet invånare är 5 005.
Terrängen runt Mecayapan är kuperad norrut, men söderut är den platt. Runt Mecayapan är det ganska glesbefolkat, med 42 invånare per kvadratkilometer. Närmaste större samhälle är Pajapan, 16,1 km öster om Mecayapan. Omgivningarna runt Mecayapan är en mosaik av jordbruksmark och naturlig växtlighet.